# Скелиг
Скелиг је дечји роман британског аутора Дејвида Алмонда, који је објавио Hodder Headline Ltd. 1998. године. Била је то Витбредова дечја књига године и освојила је Карнегијеву медаљу од Библиотечког удружења, чиме је проглашена за изузетну дечију књигу британског аутора. У САД је роман био другопласирани за награду Мајкл Л. Принц, која годишње награђује једно дело фантастике за младе. Од објављивања, такође је адаптиран у представу, оперу и филм. Године 2010. објављен је преднаслов (дело чија се нарација одвија пре дела у истој серији) под називом Зовем се Мина, који је написао Дејвид Алмонд. Песме Вилијама Блејка су такође у књизи, представи и филму.
Delacorte Press је објавио прво америчко издање 1999.

## Радња
10-годишњи Мајкл и његова породица недавно су се уселили у кућу. Он и његови родитељи су нервозни, јер је његова нова сестра рођена раније него што се очекивало и можда неће преживети због срчаног обољења. Када Мајкл уђе у гаражу, затиче чудног мршавог човека скривеног усред свих кутија, крхотина и мртвих инсеката. Мајкл претпоставља да је бескућник, али одлучује да се брине о њему и даје му храну. Човек је мршав и артритичан, захтева аспирин, кинеску храну под бројевима 27 и 53 и тамно пиво. Мајкл чује причу да су људске лопатице остатак анђеоских крила.
У међувремену, његови другови из школе постају му све удаљенији јер Мајкл престаје да похађа школу и проводи мање времена са њима. Преко пута упознаје девојку по имену Мина и током приче се зближавају. Мина се школује код куће и ужива у природи, птицама, цртању и песмама Вилијама Блејка. Често цртајући или вајајући код куће, она позива Мајкла да јој се придружи. Она се брине о неким птичицама које живе у њеној башти и учи Мајкла да чује њихове сићушне звукове. Мајкл одлучује да је упозна са чудним створењем. Мајклови пријатељи, Лики и Кут, постају скептични према Мајклу и покушавају да открију шта он крије од њих. Мајкл и Мина покушавају да то задрже у тајности од њих и морају да преместе "Скелига" у безбеднији простор.
Мајкл се распитује о артритису и како да га излечи, разговарајући са лекарима и пацијентима у болници у којој је његова сестра. Створење које је Мајкл преселио из гараже – откривајући пар крила на својим раменима – представља се као „Скелиг“ Мајклу и Мини.
Мајклова беба сестра се опасно приближава смрти, због чега је неопходна операција срца. Његова мајка одлази у болницу да остане са бебом и те ноћи "сања" да види Скелига како улази, подиже бебу и држи је високо у ваздуху, спасавајући је. Након тога се сели из гараже након што се опростио од Мајкла и Мине, одговарајући на њихова питања о својој природи говорећи да је он „нешто“, комбинација човека, сове и анђела.
Породица се мучи око избора имена за бебу. Након што су размишљали да је назову Персефоном, одлучују се на Џој. Како је њој и њеном изгледу пристајало.

## Главни ликови
- Мајкл (главни јунак романа)
- Мина (Мајкловa пријатељica)
- Скелиг (насловни лик)
- Џој (Мајклова сестра, још увек беба)
- "Мама" (Мајклова мајка)
- "Тата" (Мајклов отац)

## Теме
Скелиг је намерно двосмислен у вези са насловним ликом. Алмонд је дао одговоре на нека честа питања из својих школских посета. Имена „Скелиг“ и „Мајкл“ потичу од острва Скелиг код обале округа Кери у Ирској. Једно од њих је острво Скелиг Мајкл; Свети Мајкл (Михаило) је такође име арханђела.
Алмонд је признао утицај кратке приче Габријела Гарсије Маркеса „Веома стар човек са огромним крилима“. Пол Латам упоређује радове у истраживачком чланку „Магични реализам и дете читалац: случај Скелига Дејвида Алмонда“. Упркос многим сличностима, он примећује да су Алмондови протагонисти деца много брижнији и прихватљивији од затворених и понекад окрутних одраслих у Маркесовој причи. Такође, Мина и Мајкл чувају Скелига у тајности од остатка људског друштва. Стога негативни друштвени коментар у Скелигу, у вези са медицинским установама и другим аспектима друштва одраслих, није тако оштар као у Маркесовој причи.

## Преднаслов
Ходер је крајем 2010. објавио Алмондов преднаслов Скелигу од 300 страница, Моје име је Мина ( 978-0-340-99725-3). Била је то једна од четири књиге у ужем избору Гардијанове награде 2011. и једна од осам на Карнегијевом ужем избору 2012. године. И The Guardian и Carnegie панел препоручују Мину за читаоце од девет и навише година. Према уредници књига за децу Џулији Еклешер, „Алмонд промовише и слави слободу за децу и њихово размишљање у овој лирској књизи о одрастању“.
Delacorte је објавио америчко издање 2011. Према резимеу, „Креативна, интелигентна, деветогодишња Мина води дневник на свој неуређен начин који открива како њен ум прераста у нешто изузетно, посебно након што почне да се школује код куће учећи од мајке удовице.

## Адаптације

### Представа из 2003.
Скелиг је 2003. адаптиран у комад у режији Тревора Нуна који је сматрао да је важно пратити књигу и не откривати тачну Скелигову природу. Оригинална представа је смишљена од романа до представе у The Young Vic Theatre-у, у Лондону. Представу је касније извела Playbox Theatre Company 2008. У марту 2011. представа је изведена у New Victory Theater-у у Њујорку. Оснивач и менаџер BSC-а Нил Фостер је играо Скелига.

### Опера из 2008.
Скелиг је адаптиран у савремену оперу са музиком америчког композитора Тода Мачовера и либретом самог Дејвида Алмонда. Опера је постављена у Sage Gateshead-у од 4. новембра до 19. децембра 2008, уз оркестрацију Royal Northern Sinfonia. У Опери је глумио Омар Ебрахим као Скелиг са Софи Дејнман и Полом Кеохоном као Мајкловим родитељима.

### Филм из 2009.
Скелиг, у продукцији Feel Films-а, био је део плана Sky 1 да уложи 10 милиона фунти у продукцији три нове драме. Снимање је почело 2. септембра 2008. у Керфилију у Велсу. Међу глумцима су били номинован за Оскара Тим Рот у насловној улози, Бил Милнер као Мајкл Купер, Скај Бенет као Мина, Кели Мекдоналд и Џон Сим као Мајклови родитељи (Луиз и Стив Купер). Сценарио је написала Ирена Бригнул, а снимање је режирала Анабел Јанкел. Прво приказивање Скелига на Sky 1 било је 12. априла 2009.